# Smorra
Smorra – projekt muzyczny powstały w Trójmieście z inicjatywy Andrzeja Zmory Rdułtowskiego lidera zespołu Dr. Hackenbush.

## Dyskografia
- Kochaj mnie za nic – MC Fala II (Polton 1988)